# ستراجسكه
ستراجسكه (بالإنجليزية: Strážske)‏ هي بلدة و municipality of Slovakia تقع في سلوفاكيا في Michalovce District.[بحاجة لمصدر] يقدر عدد سكانها بـ 4,551 نسمة .